# Nevel'
Nevel' (in russo Невель?) è una cittadina della Russia occidentale (oblast' di Pskov), situata  a breve distanza dalla frontiera con la Bielorussia, 242 km a sud del capoluogo, sul lago omonimo. È capoluogo del distretto omonimo.
La cittadina è menzionata a partire dal XVI secolo; la sua costruzione fu voluta da Ivan il Terribile. Lo status di città è del 1772.

## Società

### Evoluzione demografica
Fonte: mojgorod.ru
- 1897: 9.900
- 1939: 15.600
- 1989: 22.500
- 2002: 18.545
- 2007: 17.200